# Сьо Сін
Сьо Сін (яп. 尚眞; 1465 — 13 січня 1526) — 9-й ван Рюкю в 1476—1526 роках. Його період на Окінаві називають «Великими днями Хузан» (на кшталт золотої доби).

## Життєпис
Походив з Другої династії Сьо. Син вана Сьо Ена та його другої дружини Огіяку. Нраодився 1465 року. 1476 року внаслідок інтрик матері стрийко Сіна — ван Сьо Сен'ї втратив владу. Трон перейшов до Сьо Сіна. деякий час управління перебувало в його матері.
Завершив бюрократичну реформи, що розпочав батько: впровадження «системи адзі-утті». За цією системою все адзі (феодали), які управляли своїми магірі (на кшталт апанажа), втратили право на управління своїми наділами. Їм пропонувалося переселитися до столиці Сюрі, де вони повинні були мешкати в спеціальних 3 районах Кунігамі, Накагамі та Сімадзірі. На місце адзі призначалися намісники короля — адзі-утті. В колишніх феодах впровадив установи бандокоро. Разом з тим адзі не втратили свої землі та прибутки, але перебуваючи у столиці держави вимушені були значно збільшити свої видатки, що в свою чергу підірвало їх фінансовий стан. Через декілька років впроваджується посада джитодай (інспекторів, що наглядали за віддаленими областями). Першим на цю посаду було призначено третього сина вана — Сьо Сої. Завдяки цим діям відбувається централізація влади, знищено вплив великих феодалів, що становили загрозу владі вана.
Сьо Сін провів адміністративну реформу, розділивши ванство на острови, міста і села. Він виділив великі області — Окінава, Яеяма, Міяко і Амамі. Цей поділ використовують до тепер.
Систематизував інститут жриць на чолі верховної жриці (кікое оґімі), заснувавшу для цього нову резиденцію. тупер спільно з нею ван призначав усіх норо (жриць) в державі. Цим зміцнив вплив свого роду над жрецтвом. Також ван активно підтримував поширення буддизму. За його наказом 1492 року здійснено будівництво храмів Бодайдзі і Енкакудзі. 1496 року розширено храм Сенгендзі.
Впровадив ритуал відправки рюкюського посланця до Китаю та прийняття китайського посланця (саппо). Останній ритуал складався з 7 так званих бенкетів.
Водночас було встановлено станову систему ванства: аристократія (кідзоку), вояків (сідзоку) і простий народ (хеймін). До аристократії було відносено правлячий рід Сьо, адзі і узката (шляхту). Військовий стан поділялося на два: фуду і сіндзансі. До фудай відносилися військові від народження. Вони жили в містах Наха, Сюрі, Куме, Томарін. До сіндзансі відносилися вихідці зі стану хеймін, які стали військовими завдяки своїм заслугам. Простолюд поділявся на дві групи: ті, хто жив в місті (торгівці), і дзічю — ті, хто жив в сільській місцевості (дзіката).
1500 року відправив війська на придушення спроби Ояке=Акахаті стати незалежним адзі острова Яеяма. За допомоги васалів з островів Міяко і Тарама вдалося придушити заколот. В нагороду Накасоне-туїмію з міяко отримав посаду касіра-сьоку (намісника) Міяко, а його син Мачірігані-туїмія — Яеями.
Реформи сприяли політичній та економічній розбудові держави. Виник великий попит на мулярів, теслярів, збільшився рух краму і матеріалів, що пересувався Рюкю, вивозився ао завозився до держави. 1501 року завершено будівництво біля озера Енканто священного місця поклоніння Сонохян-утакі, ванського мавзолею Тамаудун. 1506 року розпочато зведення брами Кайканмон і Хокудену (Північного павільйону), які було завершено 1521 року.
1509 року видав закон, за яким представник кожного стану мав носити особливий дзіфа (шпильку в волоссі). Чоловіки приколювали одну велику і одну маленьку дзіфу. Жінки — одну дзіфа, але на офіційних прийомах вони носили по дві дзіфа. У вана та його дружини була золота дзіфа, адзі і військовики з дружинами носили срібні, простолюд — дерев'яні або черепахові.
1522 року придушив повстання на чолі з Оніторою з о. Енагуні. Завдяки цьому приєднав до власних володінь усі острови Сакісіма. Того ж року заборонив скоювати самогубства, відповідно до якого слуга більше не мав юридичного права здійснювати самогубство слідом за померлим паном, а також ціною свого життя захищати останнього. Це дозволяло контролювати не лише впливових адзі, але і їх підлеглих.
1524 року наказав представнику кожного стан носити особливий хатіматі (головні убори). Залежно від класу їх колір відрізнявся. Так ван носив хатіматі жовтого кольору, його син і адзі — блакитного, чиновники — чорного, простолюди — зеленого.
Велику увагу приділяв будівництву мостів, доріг. Здійснювалося будівництво Мадаміті — дороги, що сполучала замок Сюрі з південною частиною держави, і міст Мадан6асі. Продовжив політику перетворення Рюкю на великого торговельного посередника в Східній та Південносхідній Азії від Малаки і Яви до Кореї й Японії. Про це 1511 року згадує португальський мандрівник Томе Піріш, називаючи Рюкю землею Лекео (або Горесу).
Помер Сьо Сін 1526 року. Йому спадкував син Сьо Сеі.

## Підтримка культури
За час володарювання Сьо Сіна зміцнилися відносини з Китаєм, активно впроваджувалися китайські знання і література. Декілька разів звертався до корейських ванів держави Чосон щодо відправлення до Рюкю буддистських друкованих текстів.
Одним з головних культурних досягнень цієї епохи вчені вважають початок складання Оморі-соусі — першої збірки священних піснеспівів на Рюкю.